# Prionocera turcica
Prionocera turcica är en tvåvingeart som först beskrevs av Fabricius 1787.  Prionocera turcica ingår i släktet Prionocera och familjen storharkrankar. Arten är reproducerande i Sverige. Inga underarter finns listade i Catalogue of Life.

## Bildgalleri

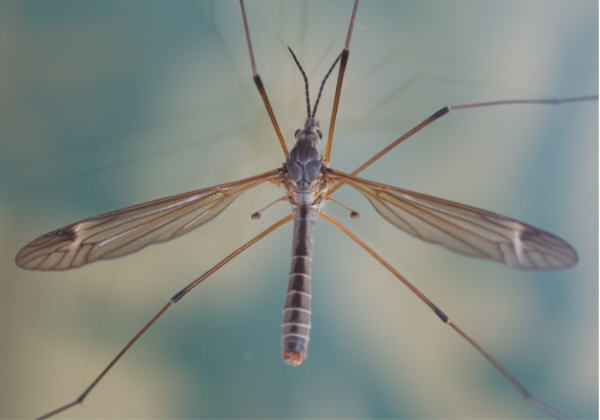
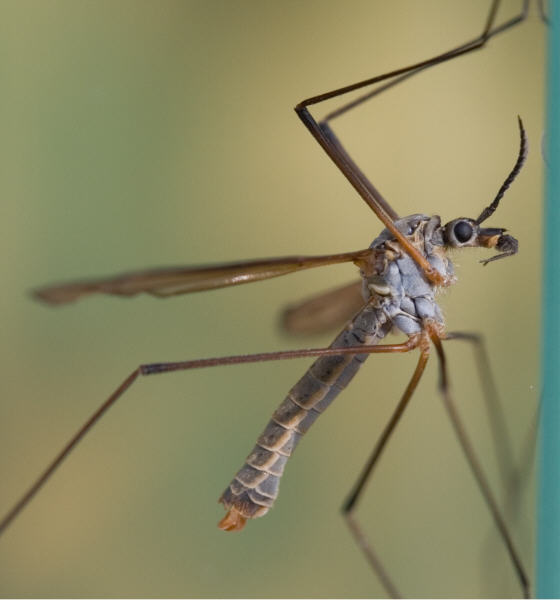